# 亞歷山大·沃爾茲森
亞歷山大·沃爾茲森（波蘭語：Aleksander Wolszczan，發音：[alɛkˈsandɛr ˈvɔlʂt͡ʂan]  试听，1946年4月29日—）是一位波蘭天文學家，是第一個太陽系外行星和脈衝星行星其中一位共同發現人。他發現的是繞脈衝星公轉的行星，不是與太陽類似的恆星的行星。

## 科學研究

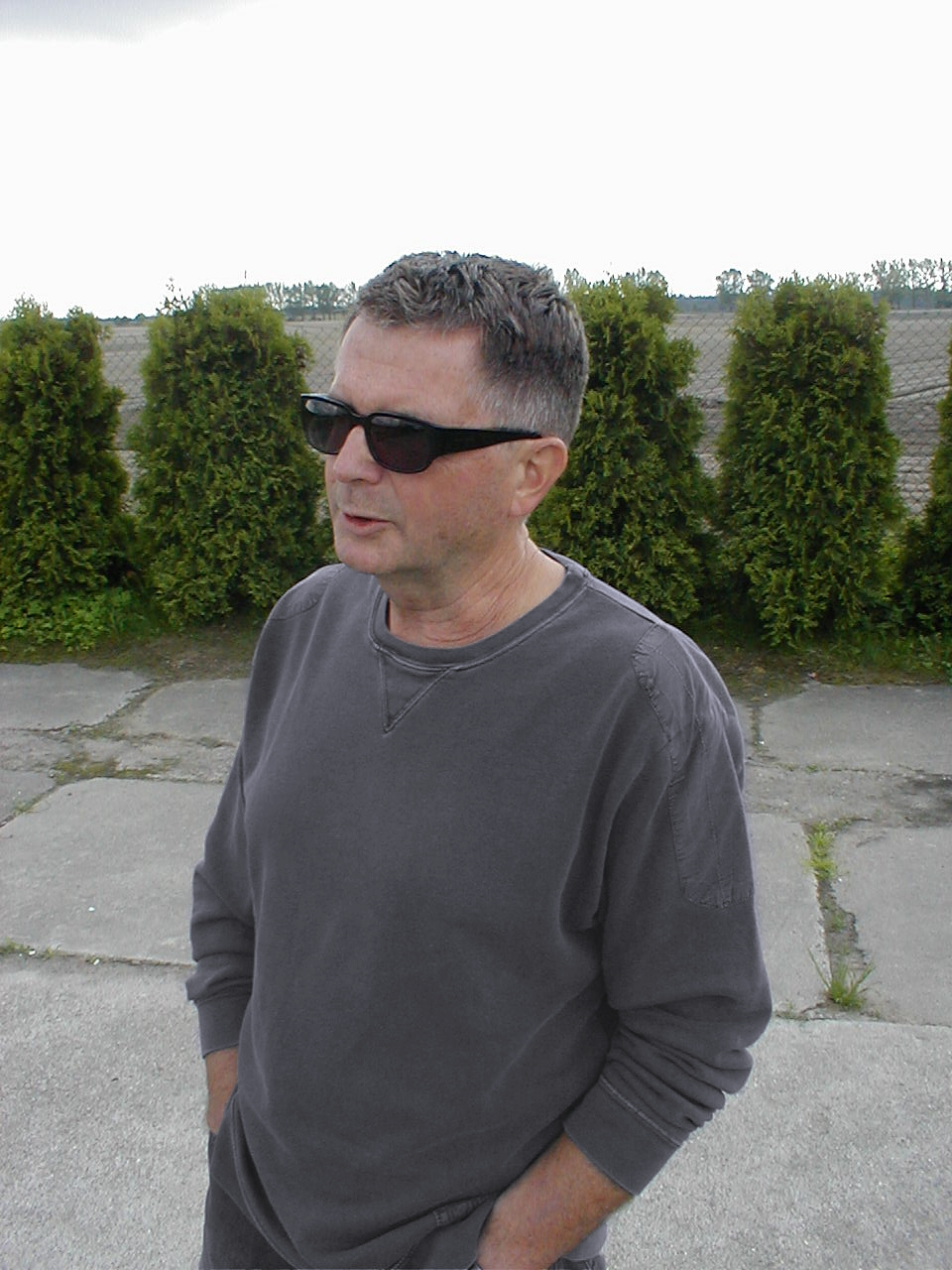
2006年沃爾茲森在波蘭托倫天文中心。

沃爾茲森的教育都在波蘭，並分別於1969年和1975年取得托倫哥白尼大學的碩士和博士學位。他在1982年到美國康乃尔大学和普林斯顿大学任教，之後成為賓夕法尼亞州立大學天文學教授至今。1994年到2008年他還是托倫哥白尼大學的教授。他是波蘭國家科學院的成員。
沃爾茲森和戴爾·弗雷合作，他在波多黎各的阿雷西博天文台進行觀測並在1990年發現了脈衝星 PSR B1257+12。1992年時再發現該脈衝星有兩顆行星，軌道半徑分別是0.36和0.47AU。這是首次發現太陽系外行星（現已發現數百顆）。 
2003年沃爾茲森和馬歇耶·科納基共同確定了以上兩顆行星的軌道傾角，並確認行星質量分別是大約3.9和4.3倍地球質量。

## 榮譽與獎項
1992年，沃爾茲森獲得波蘭科學基金會獎。沃爾茲森於1996年獲得美國天文學會比阿汀斯·莫瑞爾·廷斯利獎。1997年，波蘭總統亞歷山大·誇瓦涅涅夫斯基向他頒發了Polonia Restituta勳章，表彰他對科學的貢獻。2002年波蘭郵政發行以他為主題的郵票（作為一系列16張郵票的一部分，標題為“波蘭千年”，概述了波蘭近1000年的歷史，科學和文化）。
2006年，沃茲贊成為甚切青的名譽公民。2007年，揚·索西恩斯基（Jan Sosiński）執導了一部紀錄片，講述了伍茲讚的生活和科學經歷。

## 爭議事件
2008年9月17日沃爾茲森承認在1973年到1988年期間他曾經擔任共產黨政府波兰人民共和国波蘭內務部秘密警察的有償線民，稍後辭去托倫哥白尼大學教授一職。

## 外部連結
- Earth Sized Planets Confirmed（页面存档备份，存于）
- 亞歷山大·沃爾茲森在賓夕法尼亞州立大學網頁